# Maripa depressicerca
Maripa depressicerca är en insektsart som beskrevs av Marius Descamps 1982. Maripa depressicerca ingår i släktet Maripa och familjen Eumastacidae. Inga underarter finns listade i Catalogue of Life.